# 東名ハイウェイバス
東名ハイウェイバス（とうめいハイウェイバス）は、東京都千代田区 - 静岡県静岡市 - 静岡県浜松市 - 愛知県名古屋市の間を、東名高速道路・新東名高速道路などを経由して結ぶ昼行便の高速バス路線である。正式な路線名は東名高速線（とうめいこうそくせん）。

## 概要
1969年（昭和44年）6月10日 、日本国有鉄道自動車局（国鉄バス）によって運行開始された。
1987年の国鉄分割民営化後は東日本旅客鉄道・東海旅客鉄道が運行し、翌1988年以降はバス部門を独立させ、ジェイアールバス関東・ジェイアール東海バスとして運行。2005年にジェイアールバス関東の系列会社であるジェイアールバステックが参入し、3社での共同運行となった。ジェイアールバステックは2025年6月20日をもって東名ハイウェイバスの運行を終了し、ジェイアールバス関東に全便移管となった。

## 運行会社
現在の運行会社
- ジェイアールバス関東（東京支店、新城支店、伊那支店）
  - 1988年4月1日 -  現在

- ジェイアール東海バス（名古屋支店、静岡支店）
  - 1988年4月1日 - 現在

過去の運行会社
- 日本国有鉄道自動車局
  - 1969年6月10日 - 1987年3月31日

- 東日本旅客鉄道
  - 1987年4月1日 - 1988年3月31日

- 東海旅客鉄道
  - 1987年4月1日 - 1988年3月31日

- ジェイアールバステック（東京バス管理所）
  - 2005年3月25日 - 2025年6月20日

## 運行形態・系統
- 「急行」や「特急」などの種別は停車地の数の違いで、運賃や特別シート料金以外に急行料金等は不要。
- 便により、3列シート・4列シート・ACコンセント有無・補助席有無など車内設備が異なるが運賃は同額。特別シート（プレミアム、ビジネス）を利用する場合のみ運賃＋特別シート料金になる。車両変更等で特別シートが利用できない場合は特別シート料金のみ返金。
- 東名ハイウェイバスは昼行便のみ運行。夜行便はドリームなごや号系統やドリーム静岡・浜松号がある。
- 新東名スーパーライナーは2016年2月13日に開通した新東名高速道路浜松いなさJCT - 豊田東JCTを当初通らなかったが、2016年4月4日のダイヤ改正より開通している全区間（御殿場JCT - 豊田東JCT）を経由するようになった。
- 急行（全停留所に停車）
  - 東京駅 - 静岡駅（1日6往復）
  - 静岡駅 - 名古屋駅（1日1往復）
- 特急
  - 東名ライナー：東京駅 - 浜松駅（1日3往復）
- 超特急
  - スーパーライナー：東京駅 - 名古屋駅（1日7往復）
- 直行
  - 新東名スーパーライナー：東京駅 - 名古屋駅（新東名高速道路経由、1日8往復。東京駅 - 名古屋駅間ノンストップ[注釈 1]）
  - 新東名スーパーライナー新宿号：東京駅・新宿駅 - 名古屋駅（新東名高速道路経由、1日3往復。バスタ新宿 - 名古屋駅間ノンストップ）

### 途中休憩
乗客も車外に出られる、いわゆる開放休憩。渋滞や遅延の影響で場所・時間が変更になる場合がある。1回10 - 15分間程。
- 東京駅 - 静岡駅系統：愛鷹PA。
- 静岡駅 - 名古屋駅系統：（下り）美合PA / （上り）赤塚PA。
- 東京駅 - 浜松駅系統：足柄SA。
- 東京駅 - 名古屋駅系統（東名経由）：足柄SA・日本坂PA（JRバス関東とJRバステックのみ）・（下り）美合PA / （上り）赤塚PA。
- 東京駅 - 名古屋駅系統、東京駅・新宿駅 - 名古屋駅系統（新東名経由）：足柄SA・遠州森町PA（下り1本は海老名SA・清水PA・長篠設楽原PA）。

### 乗務員交代
- JR東海バスは超特急スーパーライナーと東名ライナーの一部便が東名静岡バス停で乗務員交代を行う。
- JRバス関東の特急・超特急は途中交代が無いため、JR東海バスよりも休憩が1回多い（日本坂PA）。（一部のJRバス関東便は浜名湖SAで乗務員交代を行っていた(2021年10月27日まで)が、途中の休憩回数は同じ。）
- 直行「新東名スーパーライナー」はJRバス関東の一部便において道の駅もっくる新城(新城インターチェンジ近接)での乗務員交代がある。JR東海バスでは途中交代無し。

## 停留所
凡例
停留所 … ※：東名本線上にない停留所、◆：下り乗車専用・上り降車専用、■：上り降車専用、◇：上り乗車専用・下り降車専用
停車の有無 … ●：停車、▼：下りと上り一部のみ停車、▲：上りのみ停車、｜：通過、∥：経由せず
| 停留所名                               | 営業キロ | 急行 | 急行 | 特急 東名ライナー | 超特急 スーパーライナー | 直行 新東名スーパーライナー | 直行 新東名スーパーライナー新宿号 | 所在地   | 所在地         |
| -------------------------------------- | -------- | ---- | ---- | ----------------- | ----------------------- | --------------------------- | --------------------------------- | -------- | -------------- |
| 東京駅(発：八重洲南口、着：日本橋口)※◆ | 0.0      | ●    | -    | ●                 | ●                       | ●                           | ●                                 | 東京都   | 千代田区       |
| 霞が関※■                               | 2.2      | ▲    | -    | ▲                 | ▲                       | ▲                           | ∥                                 | 東京都   | 千代田区       |
| バスタ新宿（新宿駅新南口）※◆           |          | ∥    | -    | ∥                 | ∥                       | ∥                           | ●                                 | 東京都   | 渋谷区         |
| 東名向ヶ丘                             | 22.7     | ●    | -    | ●                 | ｜                      | ｜                          | ｜                                | 神奈川県 | 川崎市宮前区   |
| 東名江田                               | 26.5     | ●    | -    | ●                 | ●                       | ｜                          | ｜                                | 神奈川県 | 横浜市青葉区   |
| 東名大和                               | 40.0     | ●    | -    | ●                 | ●                       | ｜                          | ｜                                | 神奈川県 | 大和市         |
| 東名綾瀬                               | 44.8     | ●    | -    | ●                 | ●                       | ｜                          | ｜                                | 神奈川県 | 綾瀬市         |
| 東名厚木                               | 52.7     | ●    | -    | ●                 | ●                       | ｜                          | ｜                                | 神奈川県 | 厚木市         |
| 東名伊勢原                             | 57.7     | ●    | -    | ●                 | ●                       | ｜                          | ｜                                | 神奈川県 | 伊勢原市       |
| 東名秦野                               | 66.0     | ●    | -    | ｜                | ｜                      | ｜                          | ｜                                | 神奈川県 | 足柄上郡中井町 |
| 東名大井                               | 73.2     | ●    | -    | ｜                | ｜                      | ｜                          | ｜                                | 神奈川県 | 足柄上郡大井町 |
| 東名松田                               | 76.1     | ●    | -    | ｜                | ｜                      | ｜                          | ｜                                | 神奈川県 | 足柄上郡松田町 |
| 東名山北                               | 79.6     | ●    | -    | ｜                | ｜                      | ｜                          | ｜                                | 神奈川県 | 足柄上郡山北町 |
| 東名小山                               | 91.6     | ▼    | -    | ｜                | ｜                      | ｜                          | ｜                                | 静岡県   | 駿東郡小山町   |
| 東名足柄                               | 95.1     | ●    | -    | ●                 | ●                       | ｜                          | ｜                                | 静岡県   | 駿東郡小山町   |
| 東名御殿場                             | 99.6     | ●    | -    | ●                 | ●                       | ｜                          | ｜                                | 静岡県   | 御殿場市       |
| 東名裾野                               | 111.5    | ●    | -    | ●                 | ｜                      | ∥                           | ∥                                 | 静岡県   | 裾野市         |
| 東名沼津                               | 119.2    | ●    | -    | ｜                | ｜                      | ∥                           | ∥                                 | 静岡県   | 沼津市         |
| 東名愛鷹                               | 121.8    | ●    | -    | ｜                | ｜                      | ∥                           | ∥                                 | 静岡県   | 沼津市         |
| 東名中里                               | 131.7    | ●    | -    | ｜                | ｜                      | ∥                           | ∥                                 | 静岡県   | 富士市         |
| 東名富士                               | 137.4    | ●    | -    | ●                 | ●                       | ∥                           | ∥                                 | 静岡県   | 富士市         |
| 東名松岡                               | 141.0    | ●    | -    | ｜                | ｜                      | ∥                           | ∥                                 | 静岡県   | 富士市         |
| 東名富士川                             | 143.4    | ●    | -    | ｜                | ｜                      | ∥                           | ∥                                 | 静岡県   | 富士市         |
| 東名蒲原                               | 149.0    | ●    | -    | ｜                | ｜                      | ∥                           | ∥                                 | 静岡県   | 静岡市清水区   |
| 東名興津                               | 158.4    | ●    | -    | ｜                | ｜                      | ∥                           | ∥                                 | 静岡県   | 静岡市清水区   |
| 東名清水                               | 163.6    | ●    | -    | ●                 | ｜                      | ∥                           | ∥                                 | 静岡県   | 静岡市清水区   |
| 東名日本平                             | 171.7    | ●    | -    | ｜                | ｜                      | ∥                           | ∥                                 | 静岡県   | 静岡市駿河区   |
| 東名静岡                               | 177.7    | ●    | ●    | ●                 | ●                       | ∥                           | ∥                                 | 静岡県   | 静岡市駿河区   |
| 静岡駅※                                | 181.2    | ●    | ●    | ∥                 | ∥                       | ∥                           | ∥                                 | 静岡県   | 静岡市葵区     |
| 東名焼津西                             | 192.0    | -    | ●    | ●                 | ●                       | ∥                           | ∥                                 | 静岡県   | 焼津市         |
| 東名大井川                             | 196.9    | -    | ●    | ●                 | ｜                      | ∥                           | ∥                                 | 静岡県   | 焼津市         |
| 東名吉田                               | 201.4    | -    | ●    | ●                 | ●                       | ∥                           | ∥                                 | 静岡県   | 榛原郡吉田町   |
| 東名牧の原                             | 210.6    | -    | ●    | ●                 | ｜                      | ∥                           | ∥                                 | 静岡県   | 牧之原市       |
| 東名菊川                               | 217.6    | -    | ●    | ●                 | ｜                      | ∥                           | ∥                                 | 静岡県   | 菊川市         |
| 東名掛川                               | 223.7    | -    | ●    | ●                 | ●                       | ∥                           | ∥                                 | 静岡県   | 掛川市         |
| 東名岡津                               | 229.0    | -    | ●    | ●                 | ｜                      | ∥                           | ∥                                 | 静岡県   | 掛川市         |
| 東名袋井                               | 235.3    | -    | ●    | ●                 | ｜                      | ∥                           | ∥                                 | 静岡県   | 袋井市         |
| 東名磐田                               | 242.1    | -    | ●    | ●                 | ｜                      | ∥                           | ∥                                 | 静岡県   | 磐田市         |
| 浜松インター※◇                         | 246.1    | -    | ∥    | ●                 | ∥                       | ∥                           | ∥                                 | 静岡県   | 浜松市中央区   |
| 浜松駅※◇                               | 253.4    | -    | ∥    | ●                 | ∥                       | ∥                           | ∥                                 | 静岡県   | 浜松市中央区   |
| 東名浜松北                             | 249.4    | -    | ●    | -                 | ●                       | ∥                           | ∥                                 | 静岡県   | 浜松市中央区   |
| 東名舘山寺                             | 260.7    | -    | ●    | -                 | ｜                      | ∥                           |                                   | 静岡県   | 浜松市中央区   |
| 東名浜名湖                             | 264.6    | -    | ●    | -                 | ●                       | ∥                           | ∥                                 | 静岡県   | 浜松市浜名区   |
| 東名三ヶ日                             | 270.8    | -    | ●    | -                 | ｜                      | ∥                           | ∥                                 | 静岡県   | 浜松市浜名区   |
| 東名豊川                               | 284.8    | -    | ●    | -                 | ●                       | ∥                           | ∥                                 | 愛知県   | 豊川市         |
| 東名本宿                               | 301.2    | -    | ●    | -                 | ●                       | ∥                           | ∥                                 | 愛知県   | 岡崎市         |
| 東名岡崎                               | 309.2    | -    | ●    | -                 | ●                       | ∥                           | ∥                                 | 愛知県   | 岡崎市         |
| 東名岩津                               | 317.3    | -    | ●    | -                 | ｜                      | ∥                           | ∥                                 | 愛知県   | 岡崎市         |
| 東名上郷                               | 321.6    | -    | ●    | -                 | ｜                      | ∥                           | ∥                                 | 愛知県   | 豊田市         |
| 東名豊田                               | 326.6    | -    | ●    | -                 | ●                       | ∥                           | ∥                                 | 愛知県   | 豊田市         |
| 東名三好                               | 331.6    | -    | ●    | -                 | ｜                      | ∥                           | ∥                                 | 愛知県   | みよし市       |
| 東名日進                               | 335.2    | -    | ●    | -                 | ●                       | ∥                           | ∥                                 | 愛知県   | 日進市         |
| 名古屋インター※◇                       | 341.7    | -    | ●    | -                 | ●                       | ∥                           | ∥                                 | 愛知県   | 名古屋市名東区 |
| 星ヶ丘※◇                               | 344.5    | -    | ●    | -                 | ●                       | ∥                           | ∥                                 | 愛知県   | 名古屋市千種区 |
| 本山※◇                                 | 346.5    | -    | ●    | -                 | ●                       | ∥                           | ∥                                 | 愛知県   | 名古屋市千種区 |
| 千種駅前※◇                             | 349.6    | -    | ●    | -                 | ●                       | ∥                           | ∥                                 | 愛知県   | 名古屋市千種区 |
| 栄※◇                                   | 352.4    | -    | ●    | -                 | ▼                       | ∥                           | ∥                                 | 愛知県   | 名古屋市東区   |
| 名古屋駅(新幹線口)※◇                   | 355.6    | -    | ●    | -                 | ●                       | ●                           | ●                                 | 愛知県   | 名古屋市中村区 |

### 用賀PA降車扱い
- 2011年10月13日以降、東京駅行（上り便）は乗務員の判断で用賀PAで降車扱いすることがある。基本的には首都高速道路渋滞時に降車扱いを行うが、乗務員に降車を希望する旨伝えると、渋滞がなくとも停車する。ただし、用賀PAで違法駐車があると降車できないことがある。徒歩数分の場所にある東急田園都市線用賀駅への乗継に便利である。
- 用賀駅から渋谷駅までの乗り継ぎ切符を100円で降車時に希望者へ販売していた（通常の普通運賃は190円）[1] が、2019年9月30日利用分をもって終了となった[2]。
- この乗り継ぎサービス本格実施に先立ち、2010年5月21日から約6か月間の予定で実証実験が行われ[3]、2011年3月の東日本大震災前まで継続された。

### 名古屋駅周辺
- 名古屋インター - 名古屋駅の各バス停留所は名古屋市営地下鉄東山線の駅の近くにあり、地下鉄東山線に乗り換えた方が、バスに乗り続けるよりも早く名古屋市中心街の栄・名駅に着く（特にラッシュ時）。星ヶ丘バス停で地下鉄東山線に乗り換えると最も早く名古屋市中心部に着く(バス停から駅までが近いため)。名古屋インターバス停で下車した場合は、300mほど西にある上社駅から地下鉄東山線に乗り換えることも可能である。
- バスは名古屋ICからは、愛知県道60号名古屋長久手線（東山通・広小路通）- 錦通を経由して名古屋駅に向かう。

### 廃止された停留所
- 東名横浜 ： 東名江田 - 東名大和間、横浜町田ICに併設。1999年廃止。
- 東名駒門 ： 東名御殿場 - 東名裾野間、駒門PAに併設。JRバスの一部と富士急行バスの新松田 - 沼津駅間の便（運行末期は毎年1月の日曜日に一往復のみの運行）が停車していたが、1991年4月にJRの停車便がなくなり、富士急行の路線も1995年1月の運行を最後に廃止された。
- 東名由比 ： 東名蒲原 - 東名興津間、由比PAに併設。1992年廃止。
- 東名豊橋北 ： 東名三ヶ日 - 東名豊川間。2024年10月1日廃止[4]。
- 東名音羽 ： 東名豊川 - 東名本宿間。2024年10月31日の運行を最後に東名ハイウェイバスの停車便がなくなる[4]。

## 乗車券・予約・割引運賃
- 全便座席指定制で、発売は乗車する日の1か月1日前の10時00分から。
- 発売窓口は東京駅八重洲南口・バスタ新宿・静岡駅北口・浜松駅バスターミナル・名古屋駅（新幹線口）など。
- 予約は、予約サイト「高速バスネット」やJRバス関東・JR東海バスの予約電話、東海地区の大学生協窓口など。JR駅等のみどりの窓口での取り扱いは無い。
- 予約・購入していない場合など、当日バス車内で支払う場合は先払いで現金のみ。
- 2012年7月以降、東京駅・バスタ新宿 - 名古屋駅間で中央ライナーなごや号と組み合わせた往復割引乗車券が購入できるようになった（2022年2月1日以降、往復割引乗車券の販売は終了している[5]）。

早期購入割引運賃（早売り）
- 2008年11月4日から日付・便・席数限定で、東京 - 名古屋間で早期購入割引「早売1」を設定（中央ライナーなごや号を含む）。
- 2009年6月1日から6月30日まで、東名ハイウェイバス開業40周年記念謝恩「スーパー早売」運賃を設定。
- 2009年7月17日、早期購入割引「早売1」は毎日設定に変更。便と席数は限定。
- 2010年3月12日 - 6月30日、ダイヤ改正キャンペーンとして「早売21」と「早売7」を追加。超特急便予約可能な全区間に設定。
- 2010年7月1日乗車分から、平日は早売21・早売3・早売1に変更。週末は早売1のみ。設定区間は東京 - 名古屋市内間のみになる。
- 2012年7月以降は、東京駅 - 名古屋駅系統の特急にも早売席を設定（それまでは超特急のみ）。

学生割引
- 101キロ以上乗車する場合に片道運賃が2割引になる。購入の際、乗車の際とも学生証の呈示が必要。

往復割引
- 東京駅・バスタ新宿 - 名古屋駅、東京駅 - 東名富士、東京駅 - 静岡駅、東京駅 - 浜松駅、静岡駅 - 名古屋駅の区間のみに設定。バス車内で購入はできない。

障害者割引
- 身体障害者手帳・療育手帳・精神障害者保健福祉手帳の交付を受けた者は普通運賃から5割引きとなる。

回数券
- 全ての利用可能な区間に設定があり、4枚組で約13%引きになる。有効期限3か月でバス車内でも購入可能。
- 2022年2月1日以降購入分より、発売区間が100km以下に変更[5]。
- 2024年2月29日をもって回数券の発売を終了[6]。

### 過去の予約制度
- 国鉄時代は始発停留所からの乗車のみ便指定制で[7]、途中停留所からの乗車では予約不要であった。また、団体予約可能な便が設定されており、時刻表でも「エコー」表示で区別されていた[7]。
- 2000年11月1日から、東京駅から超特急に乗車する際には、当日便指定予約を受け付けるようになった[8]。
- 2005年9月1日以降は、始発停留所だけでなく東名江田からの下り超特急についても予約が可能となった。
- 2006年12月15日からは高速バスネットの運用開始に伴い、東名向ヶ丘・浜松市内・名古屋市内の各停留所からの予約も可能になった。
- 2007年10月1日からは予約可能な乗車停留所を大幅に増加させた上、便指定（定員制）から座席指定制に変更された。

## 沿革

### 国鉄バス時代
- 1969年（昭和44年）6月10日 - 東名高速線、東京 - 名古屋開業。当初の運行便数は昼行便合計43往復。
東京 - 名古屋便が17往復、東京 - 浜松便が6往復、東京 - 静岡便が8往復、東京 - 沼津便が8往復、静岡 - 名古屋便が2往復、浜松 - 名古屋便が2往復。
- 1970年（昭和45年）3月10日 - ダイヤ改正。東京 - 名古屋便を3往復、東京 - 静岡便を2往復増便、昼行便合計48往復。
東京 - 名古屋便が20往復、東京 - 浜松便が6往復、東京 - 静岡便が10往復、東京 - 沼津便が8往復、静岡 - 名古屋便が2往復、浜松 - 名古屋便が2往復。
- 1971年（昭和46年）12月22日 - ダイヤ改正。東名綾瀬･東名駒門の両バスストップを新設し東名名古屋バスストップを「名古屋インター」に改称。東京 - 浜松便を1往復、東京 - 静岡便を2往復、東京 - 沼津便を2往復増便、昼行便合計53往復。
東京 - 名古屋便が20往復、東京 - 浜松便が7往復、東京 - 静岡便が12往復、東京 - 沼津便が10往復、静岡 - 名古屋便が2往復、浜松 - 名古屋便が2往復。
- 1973年（昭和48年）4月1日 - ダイヤ改正。東京 - 静岡便を1往復増便、昼行便合計54往復。
東京 - 名古屋便が20往復、東京 - 浜松便が7往復、東京 - 静岡便が13往復、東京 - 沼津便が10往復、静岡 - 名古屋便が2往復、浜松 - 名古屋便が2往復。
- 1973年（昭和48年）11月1日 - 星ヶ丘で下り便が降車扱い開始。
- 1974年（昭和49年）9月10日 - 輸送人員1千万人を達成。
- 1975年（昭和50年）10月1日 - ダイヤ改正。東名音羽バスストップを新設。東京 - 名古屋便を6往復減便する一方で、東京 - 静岡便が17往復、東京 - 沼津便を1往復、静岡 - 名古屋便を6往復増便、昼行便合計72往復。
東京 - 名古屋便が14往復、東京 - 浜松便が7往復、東京 - 静岡便が30往復、東京 - 沼津便が11往復、静岡 - 名古屋便が8往復、浜松 - 名古屋便が2往復。
- 1978年（昭和53年）10月2日 - ダイヤ改正。浜松 - 名古屋便を廃止。東京 - 浜松便を2往復、東京 - 静岡便を5往復、東京 - 沼津便を5往復、静岡 - 名古屋便を2往復減便。さらに、東京 - 静岡便のうち10往復、静岡 - 名古屋便のうち2往復は静岡駅までは入らずに東名静岡始終着便となった。結果、合計56往復。
東京 - 名古屋便が14往復、東京 - 浜松便が5往復、東京 - 静岡便が25往復、東京 - 沼津便が6往復、静岡 - 名古屋便が6往復。
- 1979年（昭和54年）6月10日 - 千種駅前で下り便、霞が関で上り便の降車扱い開始。
- 1980年（昭和55年）4月7日 - 東名豊橋北バスストップを新設。星ヶ丘で上り便の乗車扱い開始。
- 1982年（昭和57年）11月15日 - ダイヤ改正。東京 - 富士便を3.5往復、岡崎 - 名古屋便を2往復（うち1往復は名古屋駅までは入らず、名古屋インター始終着となる[7]）新設。静岡 - 名古屋便のうち東名静岡始終着便を廃止。東京 - 浜松便を2往復、東京 - 沼津便を2.5往復減便。東京 - 静岡便は、静岡駅乗り入れ便を1往復増便する一方で、東名静岡始終着便のうち5便を減便。結果、合計51往復。
東京 - 名古屋便が14往復、東京 - 浜松便が3往復、東京 - 静岡便が21往復、東京 - 富士便が3.5往復、東京 - 沼津便が3.5往復、静岡 - 名古屋便が4往復、岡崎 - 名古屋便が2往復。
- 1984年（昭和59年）7月21日 - 初のハイデッカー車（P-MS735SA）を運行開始。
- 1986年（昭和61年）4月26日 - ダイヤ改正。岡崎 - 名古屋便を廃止、浜松 - 名古屋便を1往復新設。計50往復。
東京 - 名古屋便が14往復、東京 - 浜松便が3往復、東京 - 静岡便が21往復、東京 - 富士便が3.5往復、東京 - 沼津便が3.5往復、静岡 - 名古屋便が4往復、浜松 - 名古屋便が1往復。
- 1986年（昭和61年）11月1日 - 国鉄最後のダイヤ改正。東名愛鷹バスストップを新設。東京 - 沼津便と東京 - 富士便のうちそれぞれ2.5往復を静岡駅まで延長し、東名静岡発着便を全て静岡駅乗り入れに変更。東京 - 静岡便に特急便「するが」を新設し、東京 - 静岡便は8往復増便。この他には東京 - 名古屋便を2往復増便して、合計55往復。
東京 - 名古屋便が16往復、東京 - 浜松便が3往復、東京 - 静岡便が29往復、東京 - 富士便が1往復、東京 - 沼津便が1往復、静岡 - 名古屋便が4往復、浜松 - 名古屋便が1往復。

### 国鉄分割民営化以降
- 1988年（昭和63年）3月13日 - 国鉄分割民営化後初のダイヤ改正。民営化直後は便によって車両と乗務員の所属会社が異なる事例もみられたが、このダイヤ改正で、乗務員は自社の車両にのみ乗務することになった。このダイヤ改正で、東海旅客鉄道（JR東海・当時）単独で浜松駅 - 京都駅間の特急便を運行開始。停車停留所は東名豊橋北・東名音羽を除く浜松駅 - 東名日進間の各バスストップ・東名旭・東名春日井・名神岩倉・京都駅で、途中上郷・多賀両SAで休憩。この他、東京 - 名古屋便には超特急「東名ライナー」新設と、6往復増便。東京 - 浜松便を9往復に増便して、合計68往復。
東京 - 名古屋便が22往復、東京 - 浜松便が9往復、東京 - 静岡便が29往復、東京 - 富士便が1往復、東京 - 沼津便が1往復、静岡 - 名古屋便が4往復、浜松 - 名古屋便が1往復、浜松 - 京都便が1往復。
- 1988年（昭和63年）4月1日 - JRバス関東とJR東海バスが東日本旅客鉄道（JR東日本・関東自動車事業部）とJR東海からそれぞれバス事業を引き継ぐ。
- 1989年（平成元年）1月11日 - ダイヤ改正。東京 - 名古屋便を1往復、東京 - 浜松便を3往復、東京 - 静岡便を9往復減便、岡崎 - 名古屋便を2往復新設。合計57往復。
東京 - 名古屋便が21往復、東京 - 浜松便が6往復、東京 - 静岡便が20往復、東京 - 富士便が1往復、東京 - 沼津便が1往復、静岡 - 名古屋便が4往復、浜松 - 名古屋便が1往復、岡崎 - 名古屋便が2往復、浜松 - 京都便が1往復。

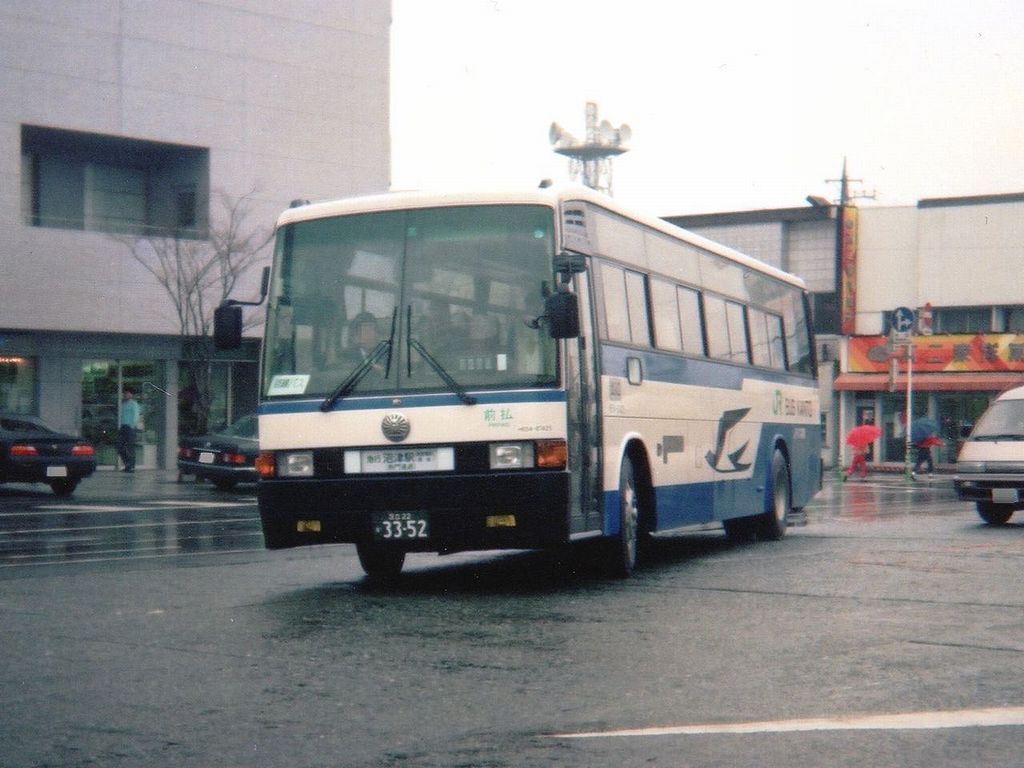
1990年から御殿場駅乗り入れを開始

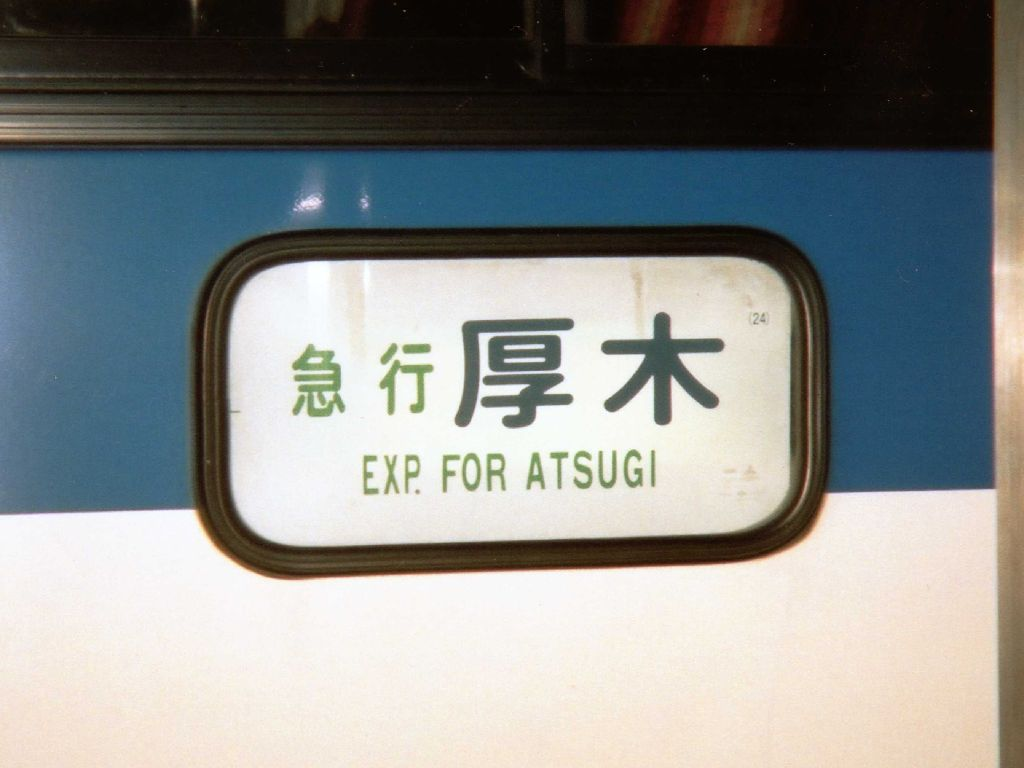
1年半のみ存在した急行厚木行の方向幕

- 1990年（平成2年）3月15日 - ダイヤ修正。一部便が御殿場駅乗り入れ開始。東名沼津 - 沼津駅間の花園町・金岡小学校前・県総合庁舎前での乗降扱いを開始（いずれも下り便降車のみ・上り便乗車のみ）。
- 1991年（平成3年）1月16日 - ダイヤ改正。東京 - 名古屋便を7往復、東京 - 浜松便を3往復、東京 - 静岡便を4往復減便。岡崎 - 名古屋便のうち1往復を浜松まで延長。東京 - 沼津便を3.5往復、東京 - 富士便を上り1本、静岡 - 名古屋便を2往復増便、東京→厚木便が下り1本のみ新設、合計49.5往復。
東京 - 名古屋便が14往復、東京 - 浜松便が3往復、東京 - 静岡便が16往復、東京 - 富士便が1.5往復、東京 - 沼津便が4.5往復、東京→厚木便が0.5往復、静岡 - 名古屋便が6往復、浜松 - 名古屋便が2往復、岡崎 - 名古屋便が1往復、浜松 - 京都便が1往復。
- 1991年（平成3年）4月9日 - 東名足柄バスストップを新設、東名駒門バスストップを廃止。
- 1992年（平成4年）7月7日 - ダイヤ改正。東名由比バスストップを廃止。東京 - 厚木便廃止。東京 - 沼津便を3.5往復、東京 - 富士便を1往復減便。浜松 - 名古屋便のうち1往復を岡崎までに短縮。東京 - 静岡便が0.5往復、東京 - 浜松便が1往復増便、御殿場 - 静岡便が下り1本新設、合計46.5往復。
東京 - 名古屋便が14往復、東京 - 浜松便が4往復、東京 - 静岡便が16.5往復、東京 - 富士便が0.5往復、東京 - 沼津便が1往復、静岡 - 名古屋便が6往復、浜松 - 名古屋便が1往復、岡崎 - 名古屋便が2往復、浜松 - 京都便が1往復。
- 1993年（平成5年）10月12日 - 東名厚木バスストップを一時廃止[9]。
- 1995年（平成7年）4月1日 - 東名厚木バスストップを本線上に復活。東名大井バスストップを新設。JR東海バス便で運賃を前払いに変更。

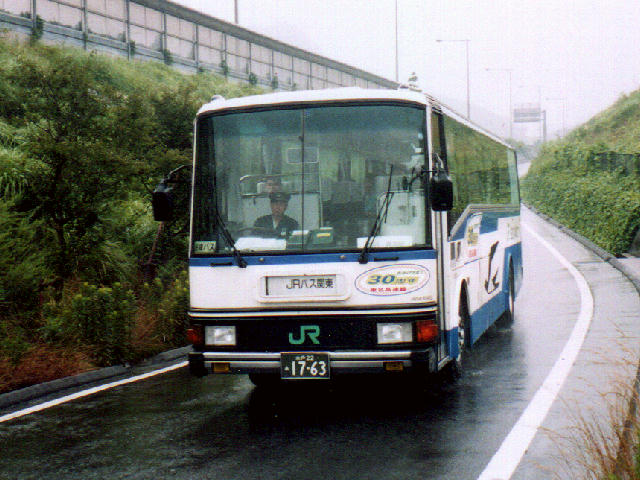
開業30周年でリバイバル運行された「最後の国鉄専用型式」P-MS735SA

- 1999年（平成11年）2月1日 - ダイヤ改正。超特急「スーパーライナー」運行開始。下り便経路を宝町ランプから霞が関ランプに変更。東名横浜バスストップを廃止。東京 - 富士便を廃止。特急便の停車停留所を一部変更。東京 - 名古屋便が12往復（繁忙期13往復）、東京 - 静岡便が19～20往復（週末等は21～22往復）、東京 - 浜松便が3往復、東京- 沼津便が1往復、御殿場 - 静岡便が1往復、静岡 - 名古屋便が4往復、浜松 - 名古屋便が1往復、岡崎 - 名古屋便が1往復。

- 1999年（平成11年）6月 - 開業30周年。土休日と同月10日に「最後の国鉄専用型式」P-MS735SAを東京 - 静岡の急行便として運行。
- 2000年（平成12年）7月20日 - ダイヤ改正。沼津駅乗り入れ廃止。東京 - 静岡間の特急便の大半を急行便に変更。東名浜名湖バスストップを新設。
- 2002年（平成14年）10月12日 - ダイヤ改正。東京 - 名古屋便の急行便が登場。特急便の停車停留所だった東名沼津は急行便の一部も通過するようになる。一部の急行便しか停車しなかった東名愛鷹は特急便・急行便の全便が停車するようになった。特急便は大幅に減便され、停車停留所も東名江田・東名御殿場・東名愛鷹・東名富士・東名静岡以西の各停留所に整理された。また、急行便では岡崎 - 名古屋便が1往復に減便。合計47往復。
東京 - 名古屋便が13往復、東京 - 浜松便が4往復、東京 - 静岡便が下り21本・上り23本、東京 - 御殿場便が0.5往復、御殿場 - 静岡便が0.5往復、静岡 - 名古屋便が4往復、浜松 - 名古屋便が1往復、岡崎 - 名古屋便が1往復、浜松 - 京都便が1往復。
- 2004年（平成16年）3月15日 - ダイヤ一部修正。
- 2005年（平成17年）3月25日 - JRバステックが運行に参入。超特急便4往復を担当。
- 2005年（平成17年）9月1日 - ダイヤ改正。東京 - 名古屋便は全て超特急に変更、浜松 - 名古屋間で特急便の廃止、東京 - 浜松便は全て特急便となった。超特急便の停車停留所は3つのパターンが存在。特急便の停車停留所が変更、東名綾瀬以東の各停留所（上り便は東名厚木・東名伊勢原にも停車）・東名御殿場・東名富士・東名静岡以西の各停留所となったため、東名愛鷹は急行便のみ停車となった。下り便に東名向ヶ丘 - 静岡便が新たに設定され、御殿場 - 静岡便、岡崎 - 名古屋便は廃止された。合計46往復。
東京 - 名古屋便が12往復、東京 - 浜松便が6往復、東京 - 静岡便が20.5往復、向ヶ丘 - 静岡便が0.5往復、東京 - 御殿場便が1往復、静岡 - 名古屋便が4往復、浜松 - 名古屋便が1往復、浜松 - 京都便が1往復。
- 2006年（平成18年）12月15日 - ダイヤ改正。東京 - 名古屋便の一部が特急に変更。超特急のみを担当していたJRバステックが特急便も担当するようになった。特急は「東名ライナー」の愛称となり、超特急は「スーパーライナー」と「ノンストップライナー」になった。特急便の停車停留所は、東名伊勢原以東の各停留所・東名御殿場・東名裾野・東名富士・東名清水・東名静岡以西の各停留所に変更された。浜松インター・本山の両停留所が新設。向ヶ丘 - 静岡便、浜松 - 名古屋便、浜松 - 京都便の設定と御殿場駅の乗り入れは廃止となり運転系統は大幅に整理された。合計41往復。
東京 - 名古屋便が14往復、東京 - 浜松便が5往復、東京 - 静岡便が18往復、静岡 - 名古屋便が4往復。
- 2007年（平成19年）10月1日 - 座席定員制から座席指定制に変更と予約可能な停留所が増加。
- 2008年（平成20年）7月16日 - 豊田南IC - 豊田IC付近を走行中のスーパーライナー18便においてバスジャック（愛知バスジャック事件）が発生。
- 2009年（平成21年）6月10日 - 東名ハイウェイバス開業40周年。同年6月1日から30日までの1か月間、謝恩「スーパー早売」運賃を設定。
- 2009年（平成21年）8月1日 - 超特急「スーパーライナー」の上下各1便（JR東海バス担当便）にプレミアムシートを設定。
- 2010年（平成22年）3月12日 - ダイヤ改正。減便や停車停留所変更、「ノンストップライナー」の廃止。停車パターンはほぼ種別ごとに統一された。特急・急行の表記は「種別+便名」から「愛称名+号数」に変更[注釈 5]。合計37往復。
東京 - 名古屋便が14往復（うち1往復は繁忙便）、東京 - 浜松便が6往復、東京 - 静岡便が15往復（うち2往復は繁忙便）、静岡 - 名古屋便が2往復。
- 2010年（平成22年）5月21日 - 上り便（東京駅行）において用賀PAで東急田園都市線用賀駅への乗り継ぎ実証実験を開始。
- 2010年（平成22年）6月1日 - 超特急「スーパーライナー」の上下各1便（JR東海バス担当便）に「スーパーシート」を設定。
- 2010年（平成22年）7月1日乗車分以降 - 超特急「スーパーライナー」と特急「東名ライナー」の全便・全区間で事前予約可能になる。
- 2010年（平成22年）12月9日 - 名古屋駅バスターミナルが桜通口から仮設の新幹線口（太閤口）へ移転。
- 2011年（平成23年）7月1日 - 同年3月11日に発生した東日本大震災の影響で運休していた東京 - 浜松間のJRバス関東便の「東名ライナー」1往復（203号・208号）が正式に減便。
- 2012年（平成24年）6月1日 - 同年4月14日に部分開通した新東名高速道路経由の直行「新東名スーパーライナー号」の運行を開始（1日3往復）。名古屋駅 - 東京駅間、途中停車するバス停は無く所要時間5時間00分（最速便）。従来の急行・特急・超特急に加えて「直行」という新しい便種別が追加。東名ハイウェイバス全体では1往復増便の1日14往復（特定日15往復）。
- 2012年（平成24年）7月1日 - JR東海バスの「スーパーシート」設定車の9席から座席数を減らしてシートピッチを拡大、仕切りカーテンや車内Wi-Fiサービスを追加した上で「ビジネスシート」6席に改良、この日より運行開始。運賃のほかにシート料金600円が必要、上下各1便。
- 2013年（平成25年）3月1日 - ダイヤ改正。直行「新東名スーパーライナー号」を2往復増便、1日5往復となる。
- 2014年（平成26年）7月1日 - ダイヤ改正。直行「新東名スーパーライナー号」を2往復増便、1日7往復となる。また、新東名スーパーライナーとスーパーライナーの一部便の運行会社が、JRバス関東とJRバステックで入れ替わりが生じた。
- 2015年（平成27年）3月19日 - ダイヤ改正。直行「新東名スーパーライナー号」を2往復増便、1日9往復となる。「中央ライナーなごや号のうち1往復を新東名高速道路経由に振り替え、直行「新東名スーパーライナー新宿号」とする。このほか東京 - 静岡・浜松便にも直行「東名ライナー」を設定、東京 - 静岡間の急行便を減便（1日4往復となる）。
- 2015年（平成27年）10月14日 - 東京 - 静岡・浜松間の直行便を超特急に振り替え[10]。
- 2016年（平成28年）4月4日 - この日より新宿駅南口で新たな交通ターミナル「バスタ新宿」が供用を開始したことに伴い、直行「新東名スーパーライナー新宿号」の発着場所がバスタ新宿に変更。また、新東名高速道路を経由する便は、2月13日に開通した浜松いなさJCT - 豊田東JCTを新たに経由するようルートが変更された。
- 2019年（令和元年）9月30日 - 用賀PAにおける乗継乗車券発売終了。
- 2019年（令和元年）10月1日 - 消費税率引き上げに伴う運賃改定[11][12]。
- 2020年（令和2年）2月29日・3月1日 - 東名ハイウェイバス50周年を記念して、さいたま市の鉄道博物館で「ジェイアールバス展」が開催される予定であった[13] が、新型コロナウイルス感染拡大に伴う博物館の閉鎖に伴い中止された[14]。
- 2021年（令和3年）2月1日 - 利用実態に合わせたダイヤ改正（一部減便）[15][16]。
- 2021年（令和3年）11月29日～2024年（令和6年）3月頃（予定） - 橋梁工事により、上り東名小山バスストップを休止[注釈 6][17]。
- 2022年（令和4年）2月1日 - 往復割引乗車券廃止と回数券発売区間変更（100km以下）[5]。
- 2022年（令和4年）10月1日 - ダイヤ改正により、新東名スーパーライナーを増便[18]。
- 2023年（令和5年）4月1日 - 利用実態に合わせたダイヤ改正（一部減便）[19][20]。
- 2024年（令和6年）3月1日 - ダイヤ改正。回数券および企画きっぷを廃止[21][6]。休憩箇所を名古屋 - 静岡便、名古屋- 東京便上りは浜名湖SAから赤塚PAに、下りは浜名湖SAから美合PAに変更。
- 2024年（令和6年）10月1日 - 東名豊橋北バスストップを廃止[4]。
- 2024年（令和6年）10月31日 - この日の運行を最後に東名音羽バスストップに停車する便がなくなる[4]。
- 2025年（令和7年）4月1日 - この日の購入分より精神障害者保健福祉手帳による割引運賃の適用を開始[22][23]。

## 車両

### 座席・装備等
2024年現在では、日野・セレガ、三菱ふそう・エアロエース、スカニア・J-InterCityDDの3車種が使用されている。
- 4列シート便はハイデッカー車両。
  - 補助席なし・センターアームレスト付きのワイドシート（楽座シート）か、補助席付きのスタンダードシートの2種類。
- 3列シート便はダブルデッカー（二階建て）車両[注釈 8]。
  - 独立3列シートはフットレストとレッグレスト付き、3列スタンダードシート。スカニア・J-InterCityDDは2階3列・1階4列の配置。
    - J-InterCityDDの3列席はクレイドル・シートを採用。また同車は全席USBポートとフリーWi-Fiを備える。
- 車両トイレ完備・車内禁煙。新しい車両には充電コンセント（USBポートの場合あり）や車内空気清浄機を装備。

※整備や運用などの都合でシート仕様が予告無く変更となる場合がある。
※時刻表で4列ワイドシートや3列シート表記のある便でも、繁忙期に車両変更する場合や2号車以降の増車においては車内設備が異なる場合がある（補助席付き4列シートなど）。

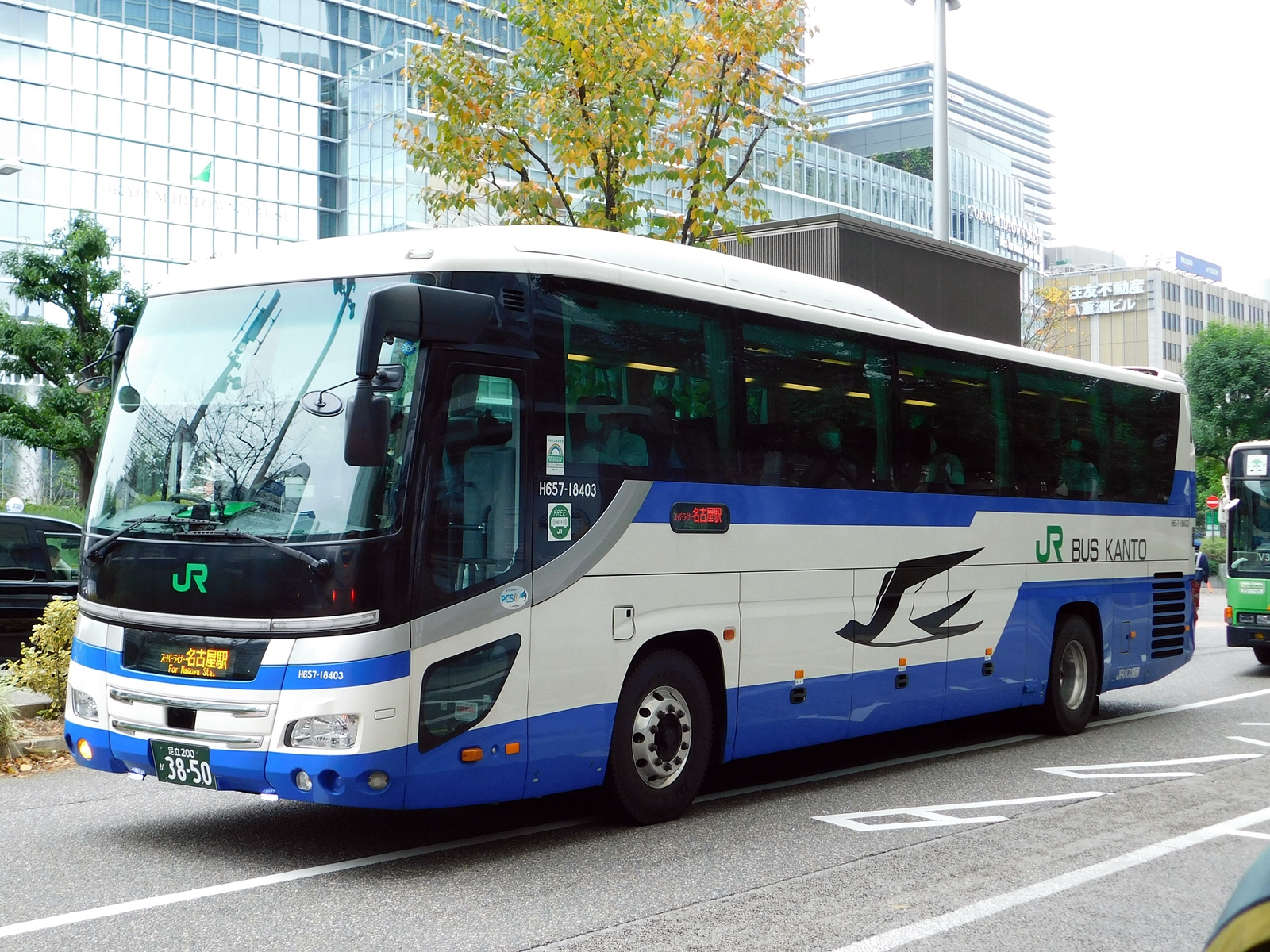
JRバス関東 H657-18403
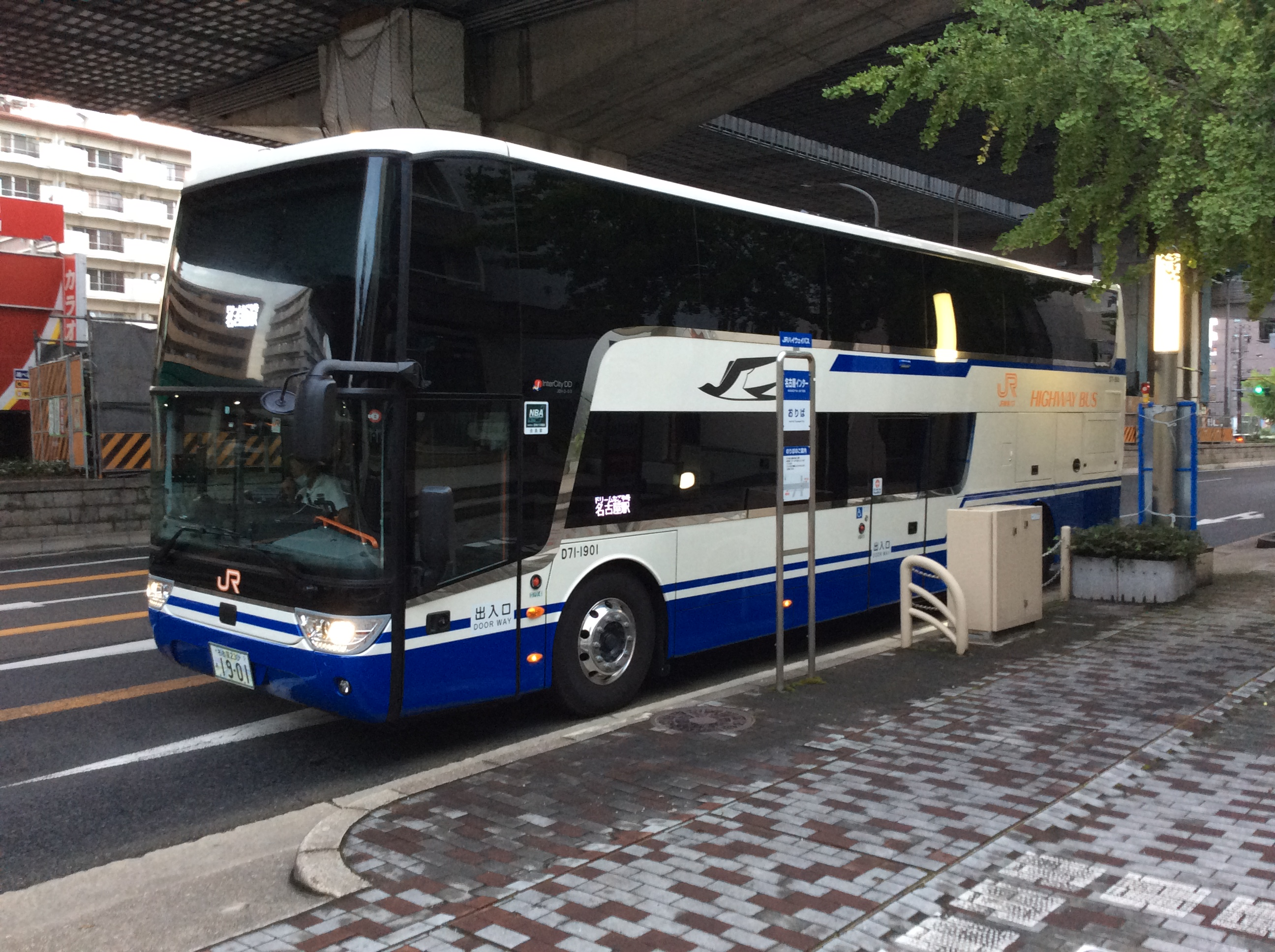
JR東海バス D71-1901 （ドリームなごや号運用時）
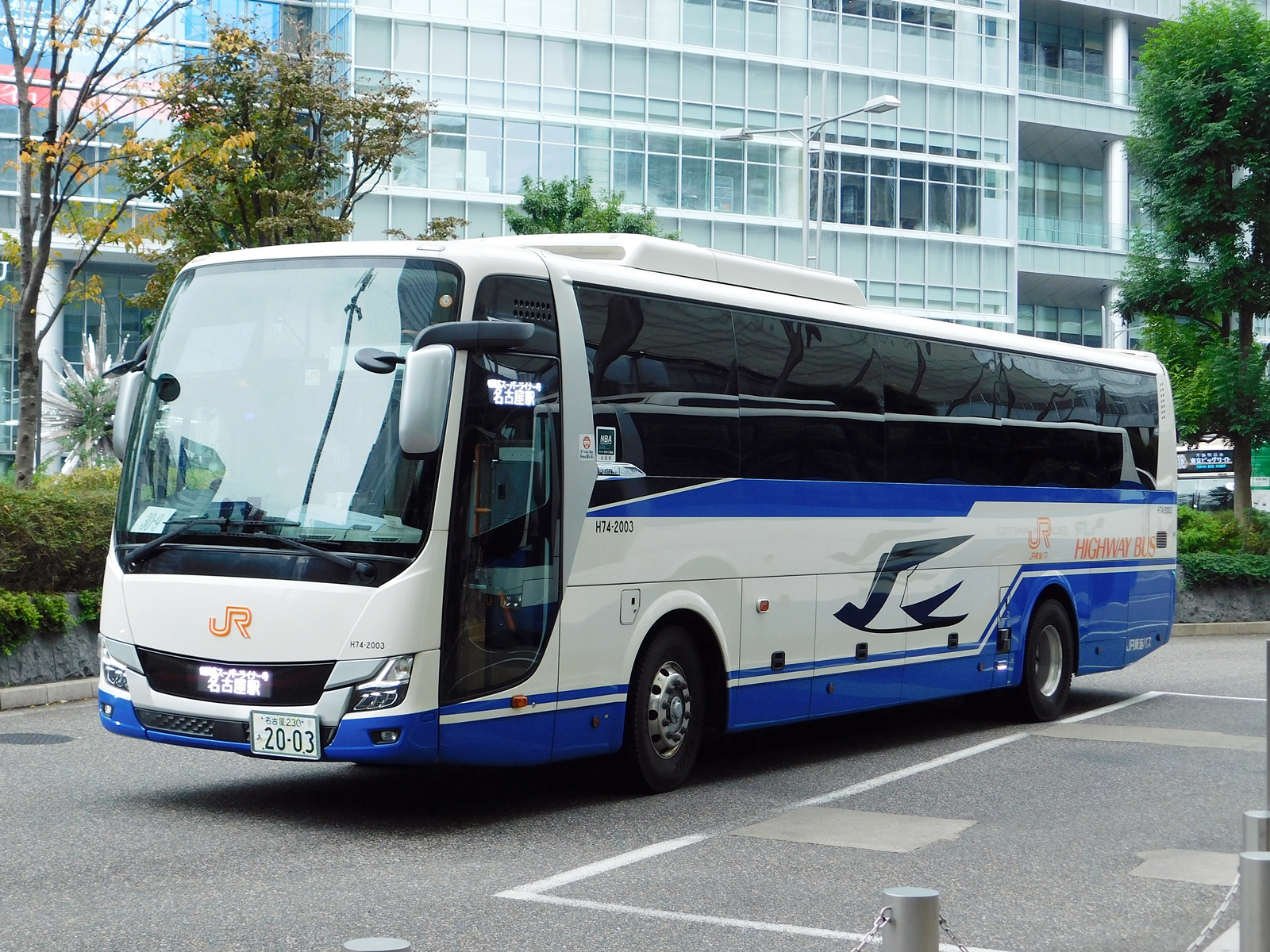
JR東海バス H74-2003

### 車両の歴史

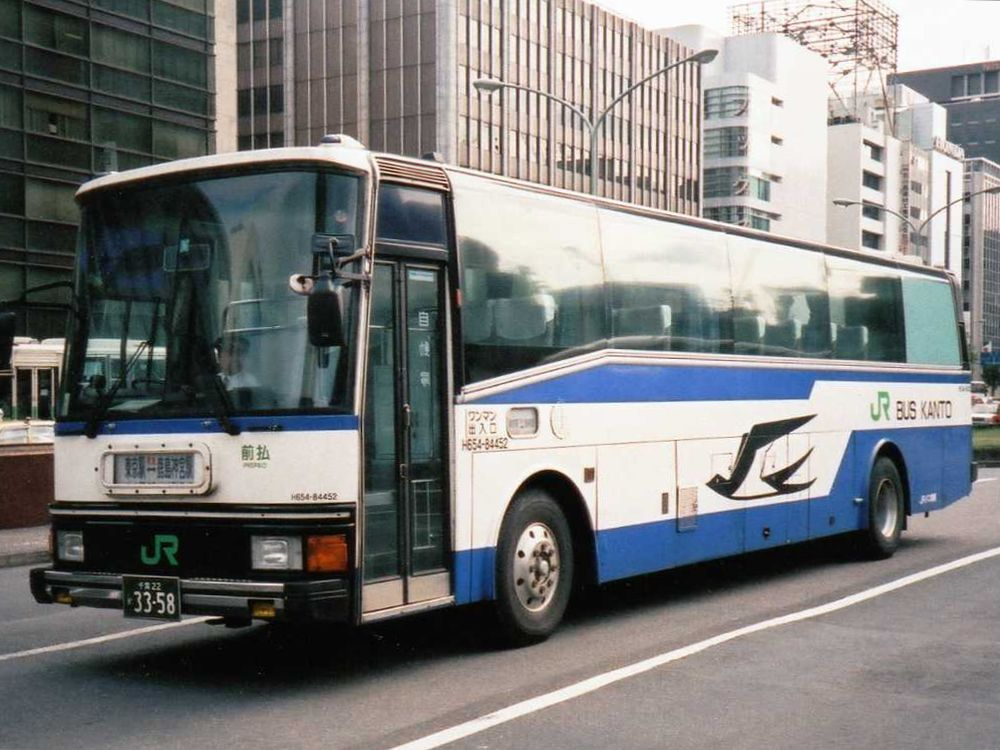
国鉄専用型式（P-MS735SA） 744-4952→H654-84452

#### 国鉄バス時代
国鉄バスでは、東名高速線には高速バス運行に特化した特別設計の車両を導入していた。これらの車両は「国鉄専用型式」と通称された。
なお、1969年の開通直後には、東京 - 静岡などの短距離ローカル便用に市販型式であるいすゞ・BH20Pを使用したことがあったが、やや小型かつトイレが装備されていなかったため、短期間で国鉄専用型式の車両に置き換えられ、地方営業所の貸切車へ転用された。
1981年導入車までは標準床車で増備されたが、1984年に導入された新車 (P-MS735SA) はハイデッカーとなった1986年には初のスーパーハイデッカー車としてドリーム号用に三菱エアロクィーンW (P-MU525TA改) を導入している。

#### 民営化以降
1987年度のJR東日本バスの新車は、MS735SAとほぼ同一の仕様ながら車体をエアロバスと同様にした車両 (P-MS725SA改) となった。一挙に35台が導入され、JR東日本バスの国鉄専用型式標準床車を置き換えた。JR東海でも1988年度以降にほぼ同型の車両を投入し、標準床車はほぼ置き換えられた。
JR東海バスでは、まず1988年3月のダイヤ改正で登場した超特急便「東名ライナー」専用車としてエアロクィーンWを導入し、1989年から1990年にかけてエアロバス車体とエアロクィーンMのシャーシを組み合わせた車両 (P-MS729SA改、U-MS729SA) を導入。1991年からはドリームなごや号との共通運用で一部の超特急便「東名ライナー」に2階建車両（三菱ふそう・エアロキング）を導入した（後に「スーパーライナー」にも導入）。
1993年からJRバス関東に導入されたニューエアロバスはハイデッカー・折戸車体ながら過給器なしで400psエンジンを搭載するU-MS821PAが選択された（1994年からはJR東海バスでも導入）。
1996年、JRバス関東に発売直後のいすゞ・ガーラハイデッカー車 (KC-LV782R1) が2台導入された。東名高速線では28年ぶりのいすゞ車で、過給器なしでV型12気筒420psエンジンという性能であった。同時期に導入されていたのは三菱ふそう・ニューエアロバス (KC-MS822PA) が420ps、日野・セレガFD (KC-RU4FSDB) が430psだった。また、1997年からJRバス関東では三菱ふそう・エアロバス「スタンダードデッカー」「SX観光仕様」(KC-MS829SA) を投入したが、従来400ps以上のエンジンが標準になっていて、355psというエンジンでは物足りない、車内も足元も狭いなど乗務員・乗客ともに評判が悪く2年程で常磐高速バスなど他路線へ転用された。
その後は日野・セレガRや日産ディーゼル・スペースアローなどが導入されている。2005年ジェイアールバステックは「スワローエクスプレス」塗装のガーラ、JR東海バスは4列ワイドシートの新型セレガを導入、2007年以降はヘッドレスト・センターアームレスト付き4列ワイドシート（楽座シート）車両を各社で導入している。
| プレミアムシート（744-05994） |  | スーパーシート（後にビジネスシートに改装）（744-10993） |
| プレミアムシート（744-05994） |  | スーパーシート（後にビジネスシートに改装）（744-10993） |

2009年以降、JR東海バスは豪華化粧室（パウダールーム仕様トイレ）の4列ワイドシート車両、プレミアムシート搭載の2階建車両、ハイブリッド車両（セレガ）の4列ワイドシート車両、スーパーシート（後にビジネスシートに改装）搭載の2階建て車両などを順次導入。JRバス関東・JRバステックも4列ワイドシート（楽座シート）車両を順次追加導入している。
- 改良型独立3列シートは大型フットレストとレッグレスト・ACコンセント・Wi-Fi、3列デラックスシート。下記のプレミアムシート搭載車とビジネスシート搭載車の一般席（通常席）。
- プレミアムシート（シート間隔135cm・リクライニング約156度・シート幅約60cm・可動式枕・大型フットレストとレッグレスト・専用車内荷室・仕切りカーテン・ワンドリンクサービス・ACコンセント・Wi-Fi）。運賃＋特別シート料金。一階に3席。
- ビジネスシート（シート間隔118cm・リクライニング約145度・可動式枕・オットマンと大型レッグレスト・ACコンセント・仕切り壁や仕切りカーテン・Wi-Fi・独立3列）。運賃＋特別シート料金。二階席前方に6席。

2018年9月1日より、当路線では初の外国製の車両である、スカニア・J-InterCityDDが、新東名スーパーライナー1往復に投入された。
過去の車両画像

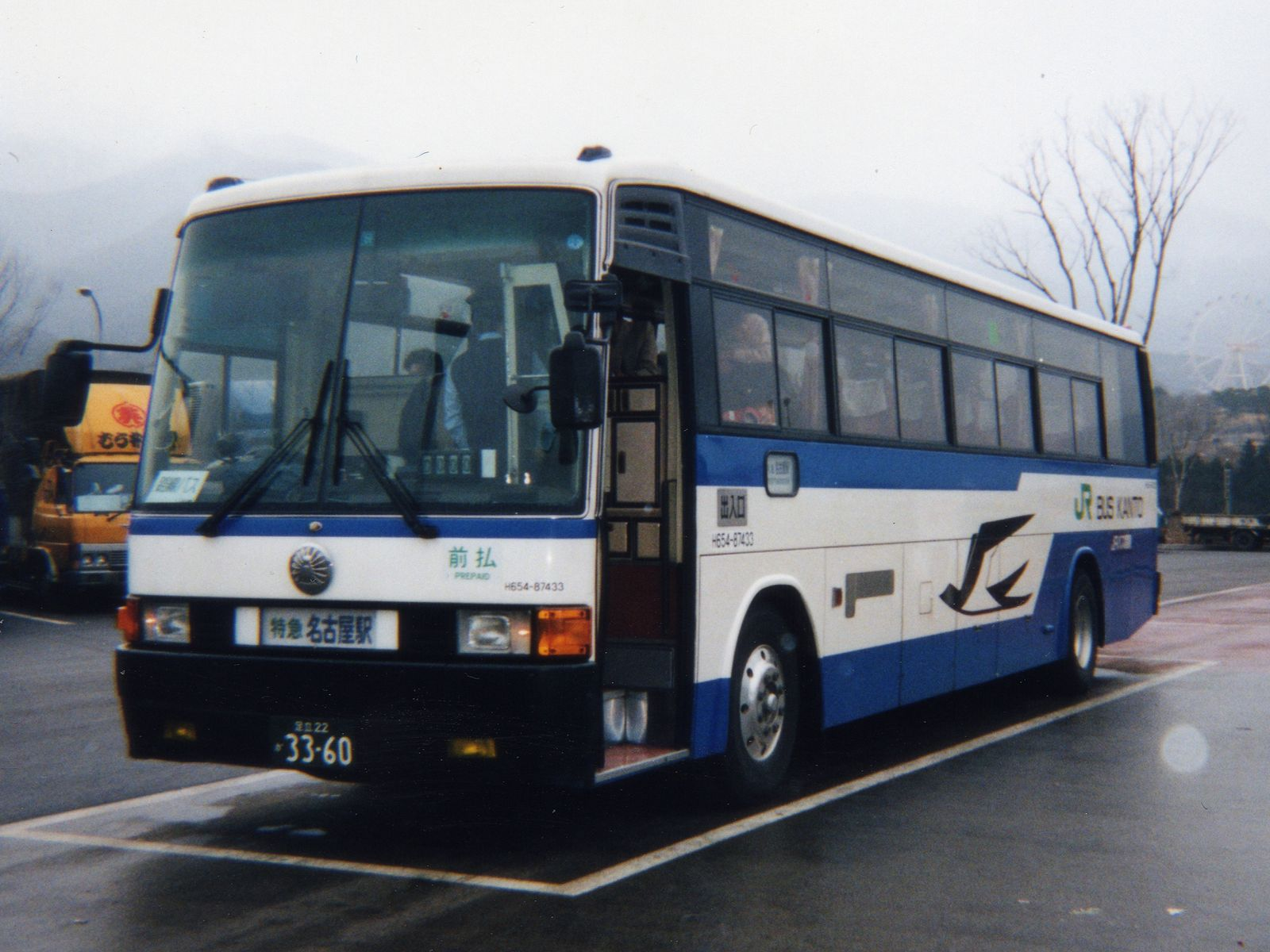
JRバス関東（三菱エアロバス） 644-7933→H654-87433
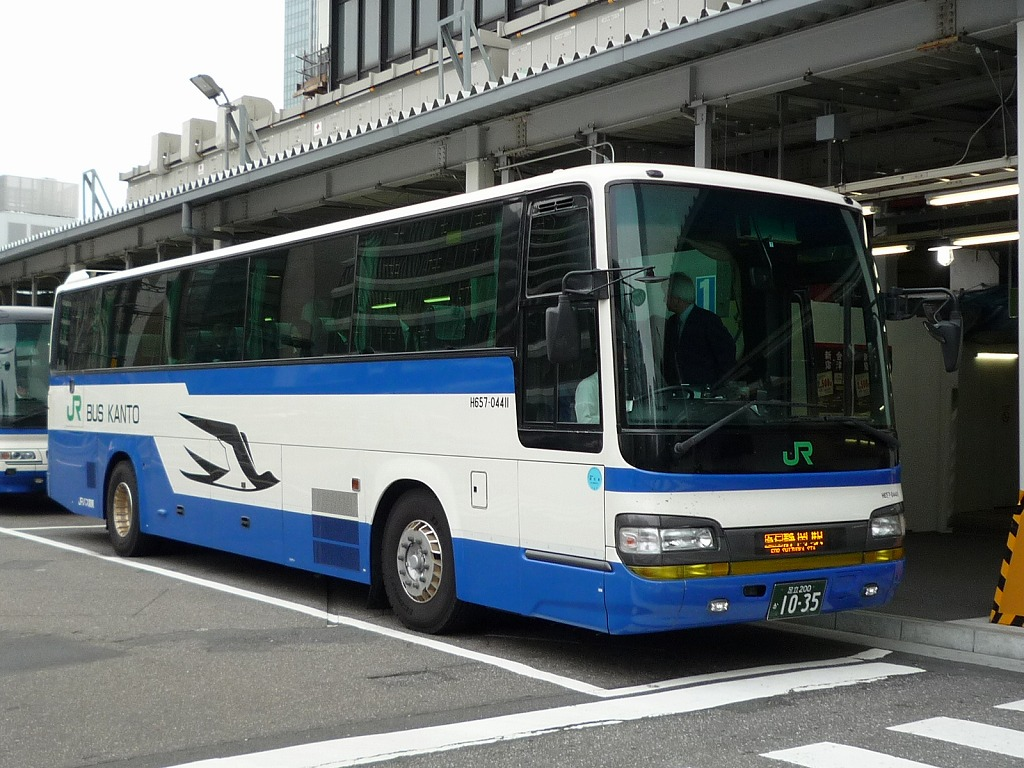
JRバス関東（日野セレガ） H657-04411
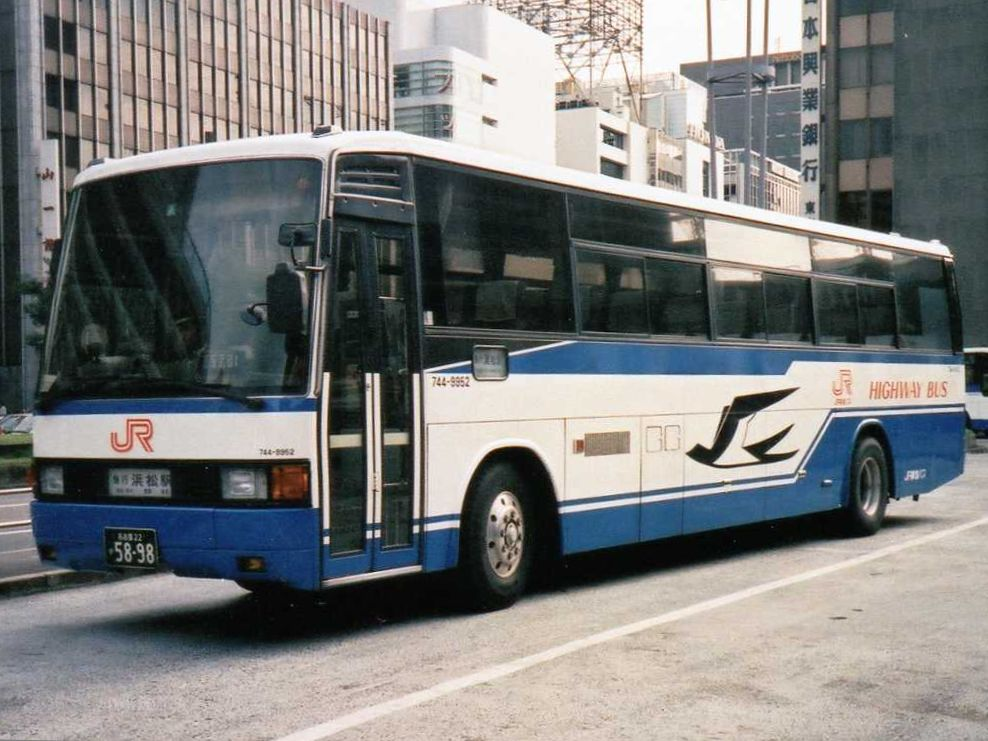
JR東海バス（三菱エアロバス） 744-9952
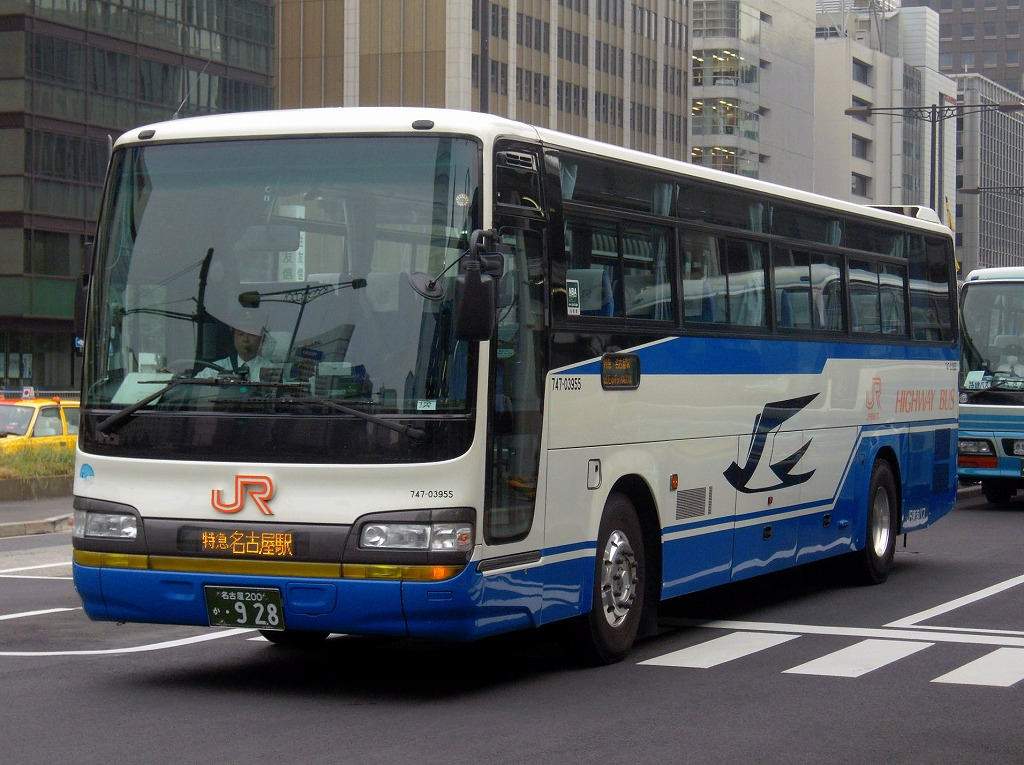
JR東海バス（日野セレガ） 747-03955
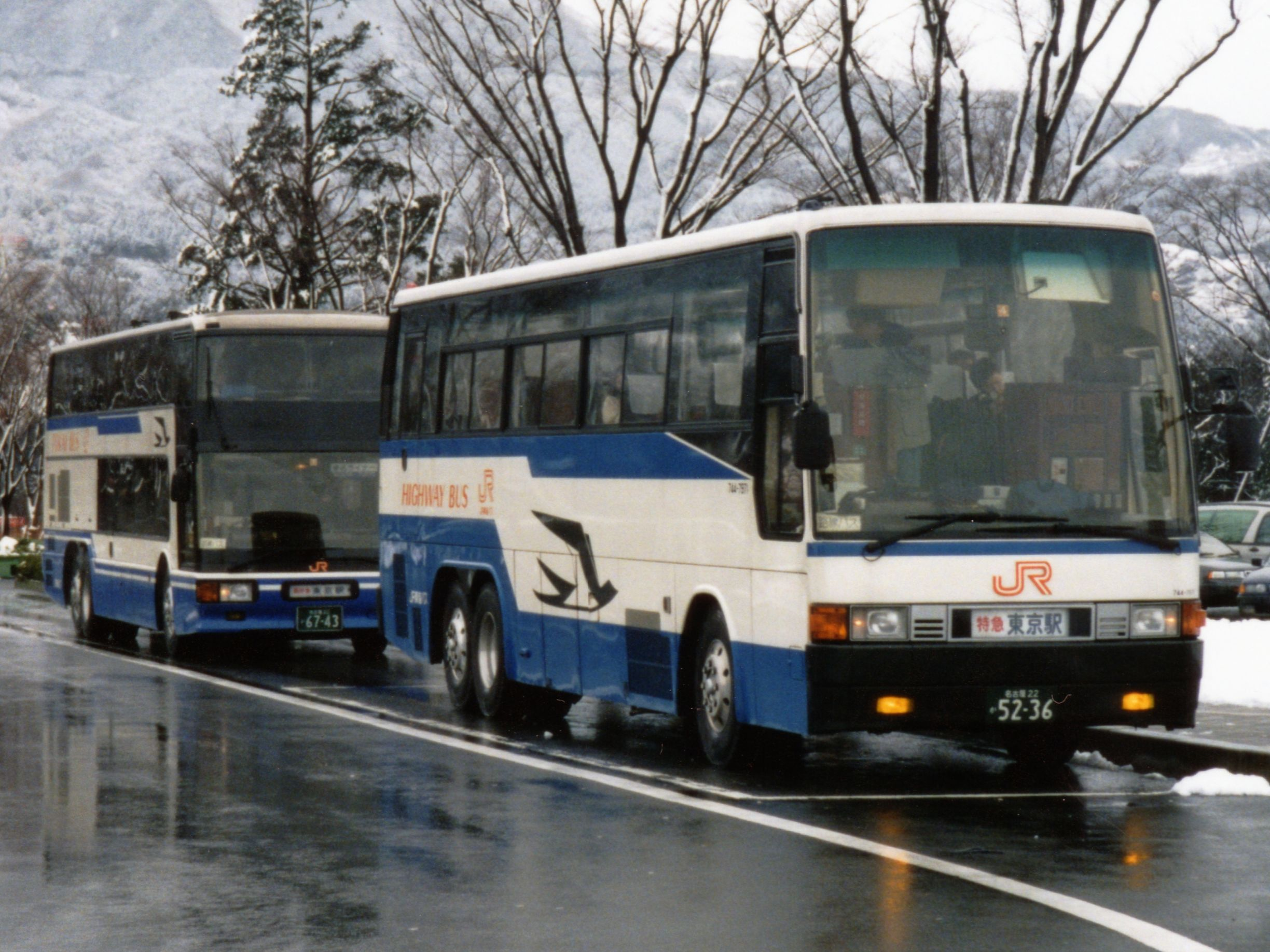
JR東海バス（三菱エアロクィーンW） 744-7971
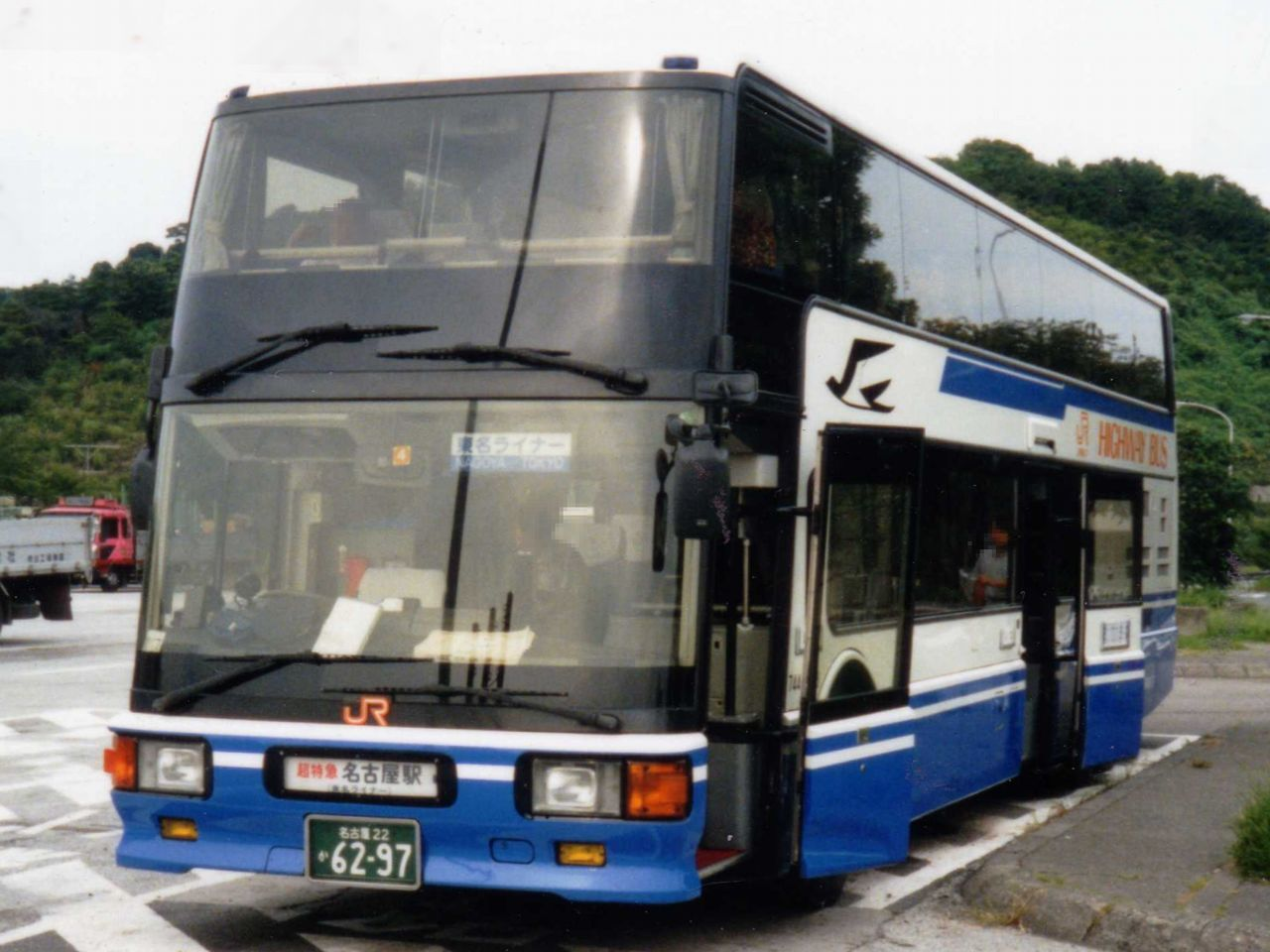
JR東海バス（三菱エアロキング） 744-1993
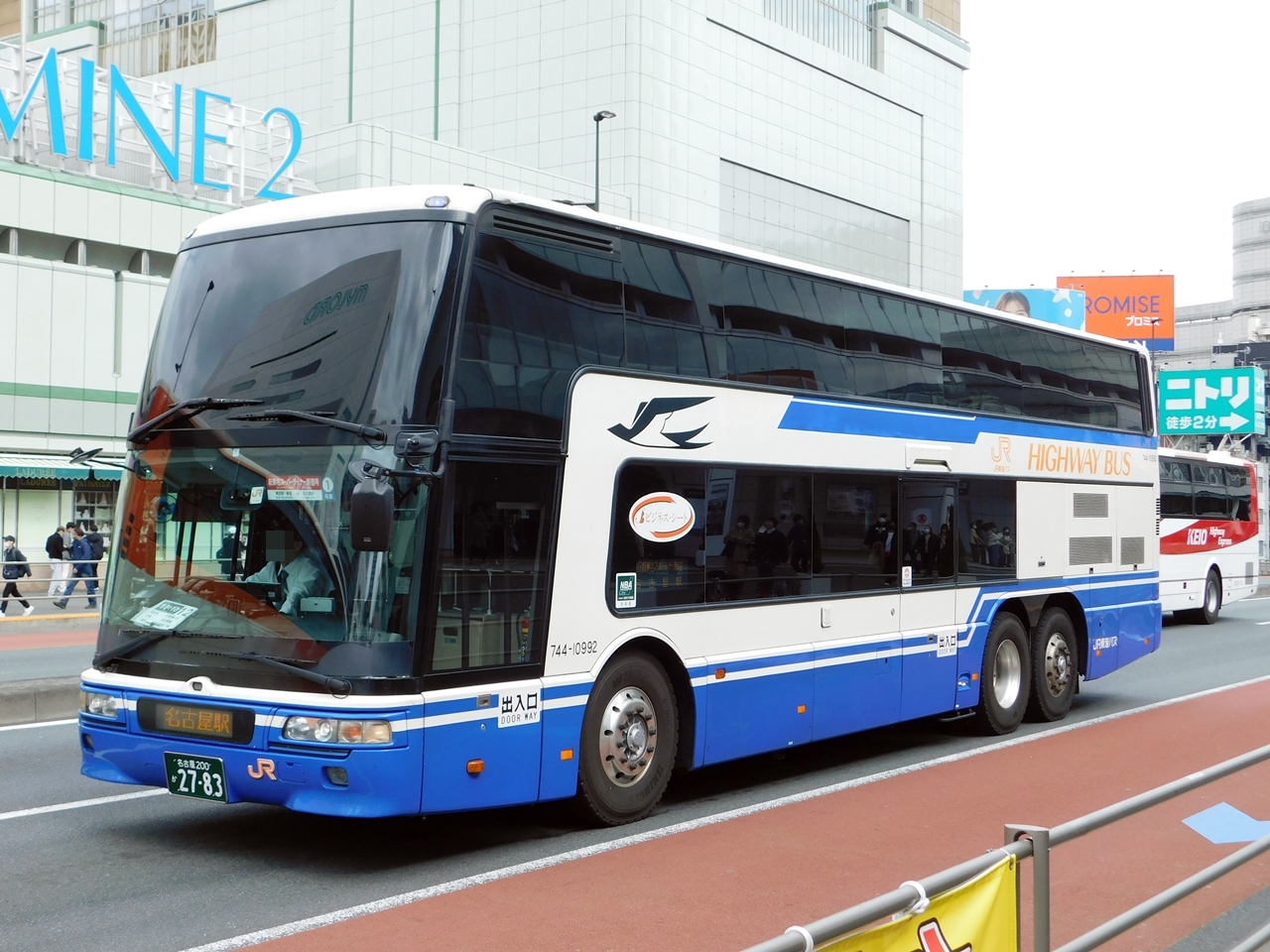
JR東海バス（三菱エアロキング） 744-10992
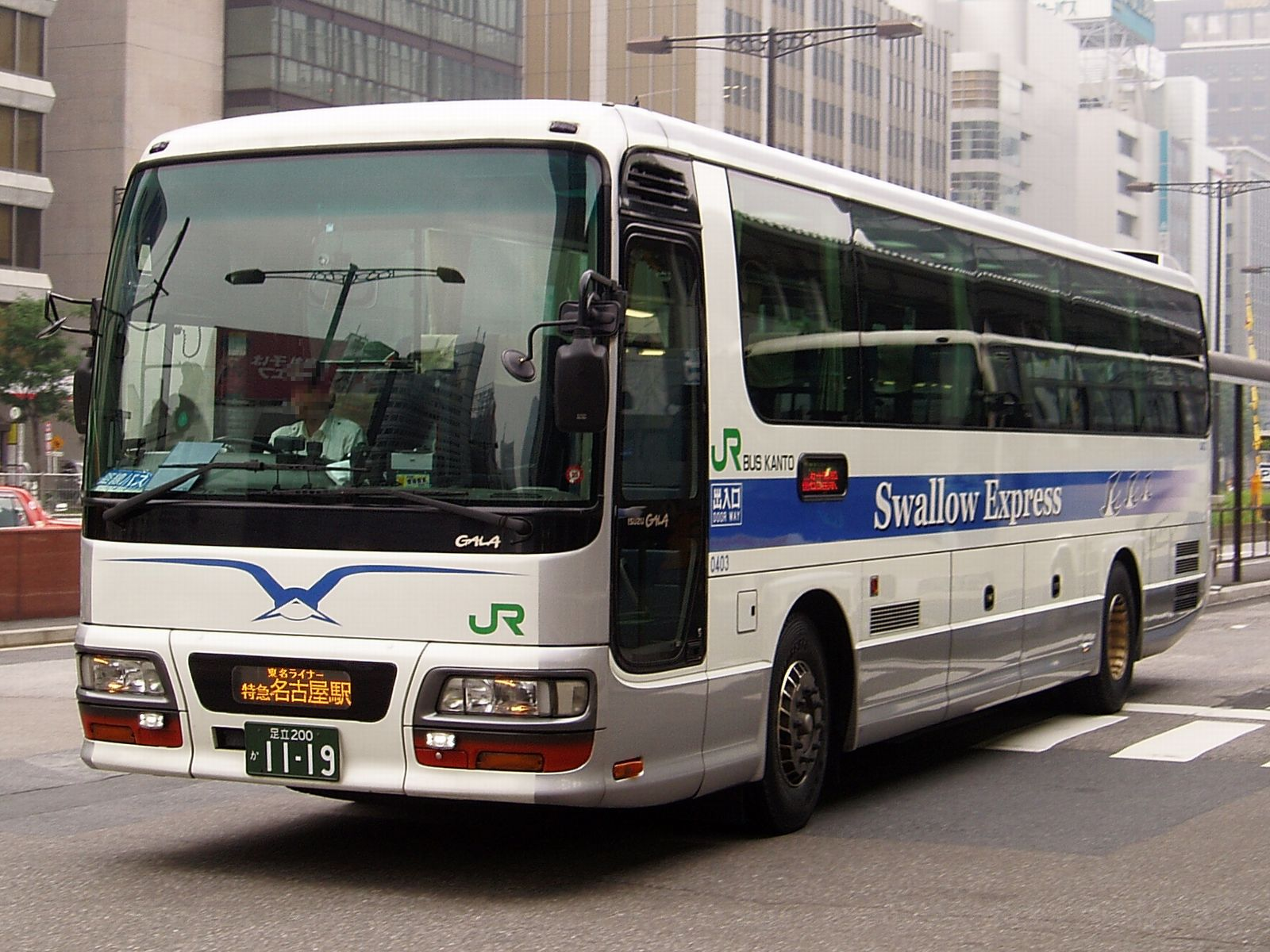
JRバステック（いすゞガーラ） 0403
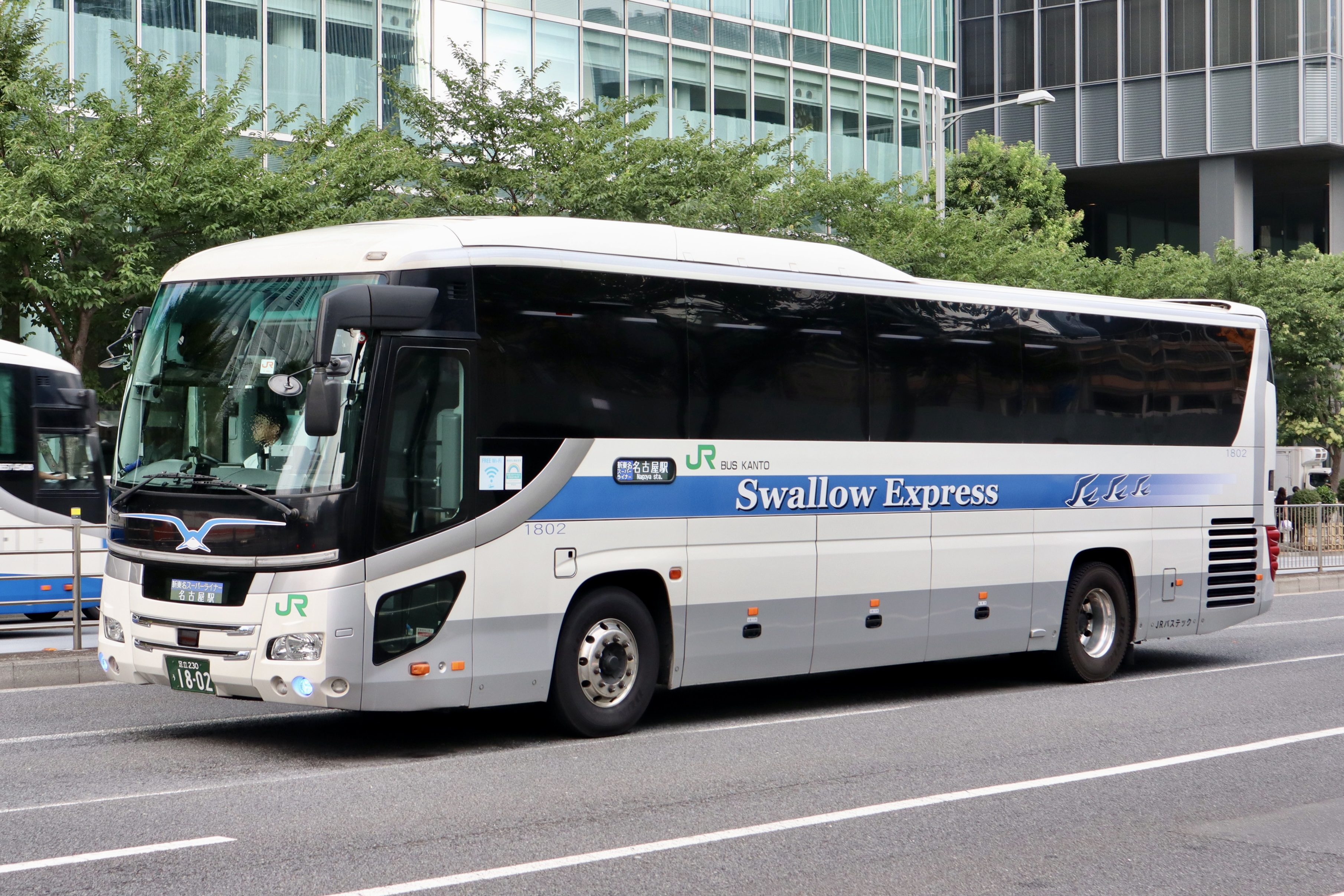
JRバステック（日野セレガ） 1802

## 類似の路線
- 東京駅と名古屋駅を結ぶ高速バスとしては、名鉄バスと京王電鉄バスが共同運行する中央道高速バス（中央高速バス）などがある（新宿経由でJRバス関東が運行した中央ライナーなごや号は2024年2月29日をもって廃止[21]）。
- 近年JRバス各社は東名ハイウェイバスとは別に、東名沿線と首都圏を結ぶ直行便（路線）を運行している。御殿場プレミアムアウトレット号、やきそばエクスプレス号、新宿 - 静岡線（旧・駿府ライナー号、渋谷・新宿ライナー静岡号）、知多シーガル号、渋谷・新宿ライナー浜松号など。これらは東名ハイウェイバスとはあくまで別路線であり、回数券や往復割引など乗車券の共通利用はできない。
- 京阪神昼特急静岡号 - 2017年7月に金城ふ頭駅停車が追加され、名古屋市内 - 愛知県東部・静岡県内間の利用が可能となった。愛知県東部・静岡県内の相互利用は不可。
- 東名急行バス - 同日に運行開始した民間合弁の事業者だったが、1975年に撤退・廃業した。
- 小田急ハイウェイバス - 同社の箱根線は東名を経由しており、東名向ヶ丘 - 東名御殿場間では東名ハイウェイバス同様に高速道路上の停留所相互間で乗降できる。
- 特急静岡相良線 - 東名を経由するしずてつジャストラインの路線。静岡インター入口 - 吉田インター入口間で東名ハイウェイバス同様に高速道路上の停留所相互間で乗降できる。
- 大阪バス - 東名特急ニュースター号を運行している（運行はグループ会社の名古屋バス）。